# New-Englandkatoenstaart
De New-Englandkatoenstaart (Sylvilagus transitionalis)  is een zoogdier uit de familie van de hazen en konijnen (Leporidae). De wetenschappelijke naam van de soort werd voor het eerst geldig gepubliceerd door Bangs in 1895.

## Voorkomen
De soort komt voor in de Verenigde Staten.